# Lista över fornlämningar i Enköpings kommun (Hacksta)
Lista över fornlämningar i Enköpings kommun (Hacksta) är en förteckning av ett urval av de fornlämningar som finns i Hacksta i Enköpings kommun.
| Namn                             | Lämningstyp  | Tillkomsttid | Historisk indelning | Plats | Läge                 | ID-nr          | Bild                                 |
| -------------------------------- | ------------ | ------------ | ------------------- | ----- | -------------------- | -------------- | ------------------------------------ |
| Hacksta 5:1                      | Gravfält     |              | Hacksta, Uppland    |       | 59.540318, 17.412521 | 10023300050001 | Ladda upp en bild av detta fornminne |
| Hacksta 6:1                      | Gravfält     |              | Hacksta, Uppland    |       | 59.537040, 17.394216 | 10023300060001 | Ladda upp en bild av detta fornminne |
| Hacksta 7:1                      | Gravfält     |              | Hacksta, Uppland    |       | 59.543969, 17.390324 | 10023300070001 | Ladda upp en bild av detta fornminne |
| Hacksta 9:1                      | Hög          |              | Hacksta, Uppland    |       | 59.545985, 17.366866 | 10023300090001 | Ladda upp en bild av detta fornminne |
| Hacksta 12:1                     | Hällristning |              | Hacksta, Uppland    |       | 59.552935, 17.357258 | 10023300120001 | Ladda upp en bild av detta fornminne |
| Hacksta 13:1                     | Gravfält     |              | Hacksta, Uppland    |       | 59.553940, 17.355645 | 10023300130001 | Ladda upp en bild av detta fornminne |
| Hacksta 14:1                     | Gravfält     |              | Hacksta, Uppland    |       | 59.552481, 17.356582 | 10023300140001 | Ladda upp en bild av detta fornminne |
| Hacksta 18:1                     | Gravfält     |              | Hacksta, Uppland    |       | 59.551973, 17.364791 | 10023300180001 | Ladda upp en bild av detta fornminne |
| Hacksta 19:1                     | Gravfält     |              | Hacksta, Uppland    |       | 59.548123, 17.363683 | 10023300190001 | Ladda upp en bild av detta fornminne |
| Hacksta 20:1                     | Gravfält     |              | Hacksta, Uppland    |       | 59.552613, 17.378252 | 10023300200001 | Ladda upp en bild av detta fornminne |
| Hacksta 22:1                     | Gravfält     |              | Hacksta, Uppland    |       | 59.552435, 17.383094 | 10023300220001 | Ladda upp en bild av detta fornminne |
| Hacksta 23:1                     | Gravfält     |              | Hacksta, Uppland    |       | 59.551887, 17.386288 | 10023300230001 | Ladda upp en bild av detta fornminne |
| Hacksta 24:1                     | Gravfält     |              | Hacksta, Uppland    |       | 59.541500, 17.390566 | 10023300240001 | Ladda upp en bild av detta fornminne |
| Hacksta 25:1                     | Gravfält     |              | Hacksta, Uppland    |       | 59.542659, 17.390510 | 10023300250001 | Ladda upp en bild av detta fornminne |
| Hacksta 27:1                     | Gravfält     |              | Hacksta, Uppland    |       | 59.544450, 17.392751 | 10023300270001 | Ladda upp en bild av detta fornminne |
| Hacksta 28:1                     | Gravfält     |              | Hacksta, Uppland    |       | 59.546171, 17.395299 | 10023300280001 | Ladda upp en bild av detta fornminne |
| Hacksta 30:1                     | Gravfält     |              | Hacksta, Uppland    |       | 59.551006, 17.393223 | 10023300300001 | Ladda upp en bild av detta fornminne |
| Hacksta 35:1                     | Stensättning |              | Hacksta, Uppland    |       | 59.559158, 17.373264 | 10023300350001 | Ladda upp en bild av detta fornminne |
| Hacksta 37:1                     | Gravfält     |              | Hacksta, Uppland    |       | 59.557085, 17.365290 | 10023300370001 | Ladda upp en bild av detta fornminne |
| Uppeby gamla tomt (Hacksta 38:1) | Gravfält     |              | Hacksta, Uppland    |       | 59.558774, 17.360438 | 10023300380001 | Ladda upp en bild av detta fornminne |
| Hacksta 42:1                     | Gravfält     |              | Hacksta, Uppland    |       | 59.559547, 17.352493 | 10023300420001 | Ladda upp en bild av detta fornminne |
| Hacksta 47:1                     | Stensättning |              | Hacksta, Uppland    |       | 59.518463, 17.425266 | 10023300470001 | Ladda upp en bild av detta fornminne |
| Hacksta 47:2                     | Stensättning |              | Hacksta, Uppland    |       | 59.518370, 17.425349 | 10023300470002 | Ladda upp en bild av detta fornminne |
| Hacksta 48:1                     | Gravfält     |              | Hacksta, Uppland    |       | 59.531934, 17.402826 | 10023300480001 | Ladda upp en bild av detta fornminne |
| Hacksta 49:1                     | Stensättning |              | Hacksta, Uppland    |       | 59.529425, 17.408781 | 10023300490001 | Ladda upp en bild av detta fornminne |
| Hacksta 52:1                     | Stensättning |              | Hacksta, Uppland    |       | 59.520100, 17.427941 | 10023300520001 | Ladda upp en bild av detta fornminne |
| Hacksta 56:1                     | Stensättning |              | Hacksta, Uppland    |       | 59.558140, 17.357975 | 10023300560001 | Ladda upp en bild av detta fornminne |
| Hacksta 66:1                     | Stensättning |              | Hacksta, Uppland    |       | 59.563444, 17.346106 | 10023300660001 | Ladda upp en bild av detta fornminne |
| Hacksta 67:1                     | Stensättning |              | Hacksta, Uppland    |       | 59.558139, 17.360952 | 10023300670001 | Ladda upp en bild av detta fornminne |